# Jan Zabawski

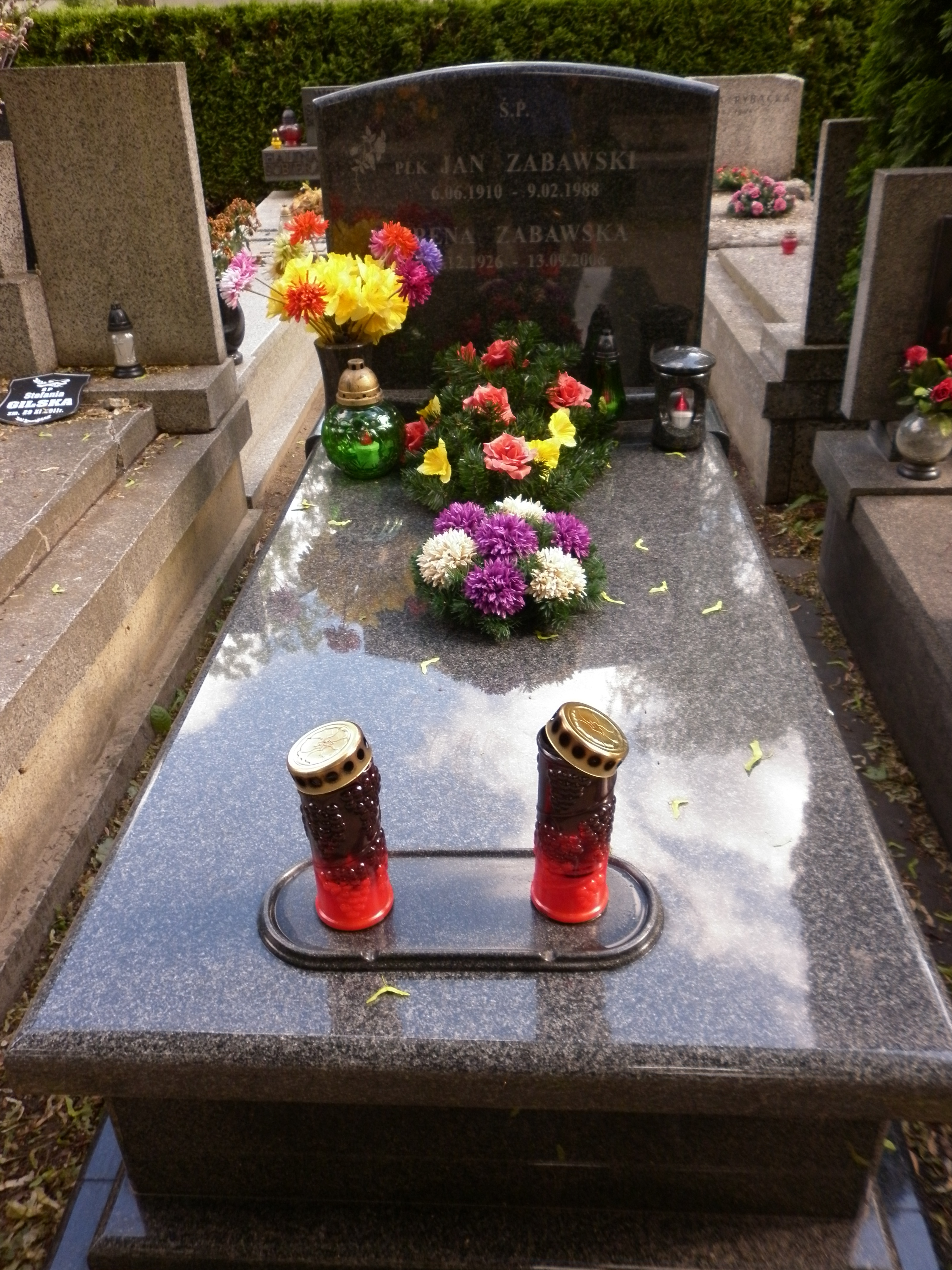
Grób Jana Zabawskiego na Cmentarzu Wojskowym na Powązkach

Jan Zabawski (ps. Jan Paryn, Mieczysław Wierzbicki; ur. 6 czerwca 1910 w Jeremiczach, zm. 9 lutego 1988 w Warszawie) – polski, białoruski i sowiecki działacz komunistyczny, pułkownik Ministerstwa Spraw Wewnętrznych.

## Życiorys
Urodził się w mieszanej rodzinie polsko-białoruskiej na Nowogródczyźnie (jako syn Mikołaja i Anny). Ukończył 7 klas gimnazjum w Nowogródku, po czym w 1924 wstąpił do lokalnego oddziału Komunistycznego Związku Młodzieży Polskiej. W 1928 został oddelegowany przez KC Komunistycznej Partii Polski do Moskwy na studia na Komunistycznym Uniwersytecie Mniejszości Narodowych Zachodu im. Juliana Marchlewskiego, który ukończył 8 marca 1932 pod nazwiskiem Jan Paryn. Przez kilka lat pracował w redakcji gazety partyjnej w Mińsku. 
Po powrocie do Polski pracował pod ps. „Franek” i „Czesław” w sekretariacie młodzieżowym KPP, był również sekretarzem do spraw narodowościowych w Wilnie. 23 sierpnia 1932 aresztowano go pod fałszywym nazwiskiem Mieczysław Wierzbicki, a 29 maja 1933 wyrokiem Sądu Okręgowego w Wilnie został skazany na 7 lat więzienia, które spędził w Wilnie (do 1 sierpnia 1933), Grodnie (do września 1935), Wronkach (do 10 lutego 1936 i Grudziądzu (do 1937). Zwolniony został 29 sierpnia 1937 na podstawie amnestii z 1936. W więzieniu utracił obywatelstwo polskie. Po skontaktowaniu się z przedstawicielami KC KPP skierowany do sanatorium w Miedzeszynie. Po wielokrotnych zatrzymaniach na terenie Nowogródczyzny i Wileńszczyzny przeprowadził się do Warszawy, gdzie kontynuował działalność komunistyczną. 
30 stycznia 1939 został ponownie aresztowany i przewieziony do Stołpców nad granicę polsko-sowiecką. 3 lutego 1939 zmuszony przez żołnierzy Korpusu Ochrony Pogranicza do przejścia na stronę sowiecką, gdzie został aresztowany i skazany na 5 lat obozu za nielegalne przekroczenie granicy i szpiegostwo. Przesiedział siedem lat. 30 listopada 1945 zwolniony z łagru na skutek interwencji KC Polskiej Partii Robotniczej. 
Do kraju powrócił 13 kwietnia 1946. Od 29 maja zatrudniony w Ministerstwie Bezpieczeństwa Publicznego: od 1 czerwca 1946 do 31 stycznia 1948 (jako kapitan, a następnie podpułkownik) zastępca naczelnika Wydziału ds. Funkcjonariuszy MBP, od 1 lutego do 14 kwietnia 1948 zastępca szefa, a od 15 kwietnia 1948 do 1 marca 1951 szef Wojewódzkiego Urzędu Bezpieczeństwa Publicznego we Wrocławiu, zaś od 1 września do 31 października 1951 starszy inspektor Inspektoratu Ministra BP. W kolejnych latach zajmował kierownicze stanowiska w MBP, KdsBP i MSW (jako podpułkownik, a następnie pułkownik): od 1 listopada 1951 do 9 grudnia 1954 dyrektor Departamentu VIII MBP, od 1 stycznia do 31 maja 1955 dyrektor Departamentu V KdsBP, od 1 czerwca do 27 listopada 1956 dyrektor Departamentu X KdsBP, od 28 listopada 1956 do 1 stycznia 1960 dyrektor Biura Ewidencji Operacyjnej MSW, od 2 stycznia 1960 do 17 grudnia 1979 dyrektor Biura „C” MSW. 17 stycznia 1980 odszedł ze służby.
Odznaczony m.in. Orderem Sztandaru Pracy I i II klasy, Srebrnym Krzyżem Zasługi, a także Krzyżami Kawalerskim, Oficerskim i Komandorskim Orderu Odrodzenia Polski, Medalem im. Ludwika Waryńskiego (1986) i innymi odznaczeniami.
Żonaty z Ireną Zabawską z d. Piotrowską (1926–2006). Zmarł w 1988, został pochowany na Cmentarzu Komunalnym na Powązkach (kwatera B3-3-4).